# Karlskron
Karlskron er en kommune i landkreis Neuburg-Schrobenhausen i regierungsbezirk Oberbayern, i den tyske delstat Bayern.

## Geografi
Karlskron ligger i Planungsregion Ingolstadt.
Kommunen består ud over Karlskron, af landsbyerne Karlsruh, Josephenburg, Fruchtheim, Pobenhausen, Aschelsried, Adelshausen, Mändlfeld, Grillheim, Deubling, Bofzheim, Probfeld, Walding, Brautlach og Wintersoln.

## Historie
Karlskron blev grundlagt i slutningen af det 18. århundrede som den første kolonibebyggelse i forbindelse med afvandingen af moseområdet Donaumoos. Den har navn efter kurfyrsten Karl Theodor af Pfalz og Bayern.